# 国民自由主義
国民自由主義（こくみんじゆうしゅぎ、英: National liberalism）とは国民主義（ナショナリズム）と自由主義的政策とりわけ経済的自由主義とを組み合わせた自由主義の変種。その起源は、古典的自由主義が当時君主制を採っていた殆どのヨーロッパ諸国のイデオロギーとなった19世紀と見られる。なお、オーストリアを含め、現在においても国民自由主義政党が存在する。

## 歴史的国民自由主義
19世紀において、ドイツの国民自由主義者はヨーロッパで支配権を確立し、強大なドイツ帝国を築くことを念頭に置いていたという点では、自由主義的国民主義と趣を異にする。例えば、マックス・ヴェーバーのような自由主義的国民主義者は他のヨーロッパ勢力との協調を図るなど、民主的なドイツを志向。こうして「国民自由主義」という語は、「国民自由主義」政党が長らく与党を務めた19世紀のドイツやオーストリアといったドイツ語圏で主に用いられた。 

## 現代の国民自由主義
オーストリアでは今なお、国民自由主義が国内の3陣営の1つとして幅を利かせている。歴史的に見るとオーストリア自由党が挙げられるものの、同党は近年、分派であるオーストリア未来同盟との結び付きを強めている。
一方、ドイツの自由民主党には「国民自由主義」を掲げる派閥があり、党内の他派閥と比して欧州懐疑主義的な傾向が強い。
社会主義体制が崩壊した1990年代のロシアでも、ボリス・ネムツォフが国民自由主義（つまり自由市場改革及び権威主義的政府との結合）を掲げることでアナトリー・チュバイスやエゴール・ガイダルとの著しい対比を成す。